# Пениши
Пени́ше (порт. Peniche; [pɨ'niʃ(ɨ)]) — город в Португалии, центр одноимённого муниципалитета в составе округа Лейрия . Пенише является самым западным городом континентальной Европы (Coordinates: 39°21′N 9°22′W). Численность населения — 15,6 тыс. жителей (город), 27,3 тыс. жителей (муниципалитет). Город и муниципалитет входит в экономико-статистический регион Центр и субрегион Оэште. По старому административному делению входил в провинцию Эштремадура.

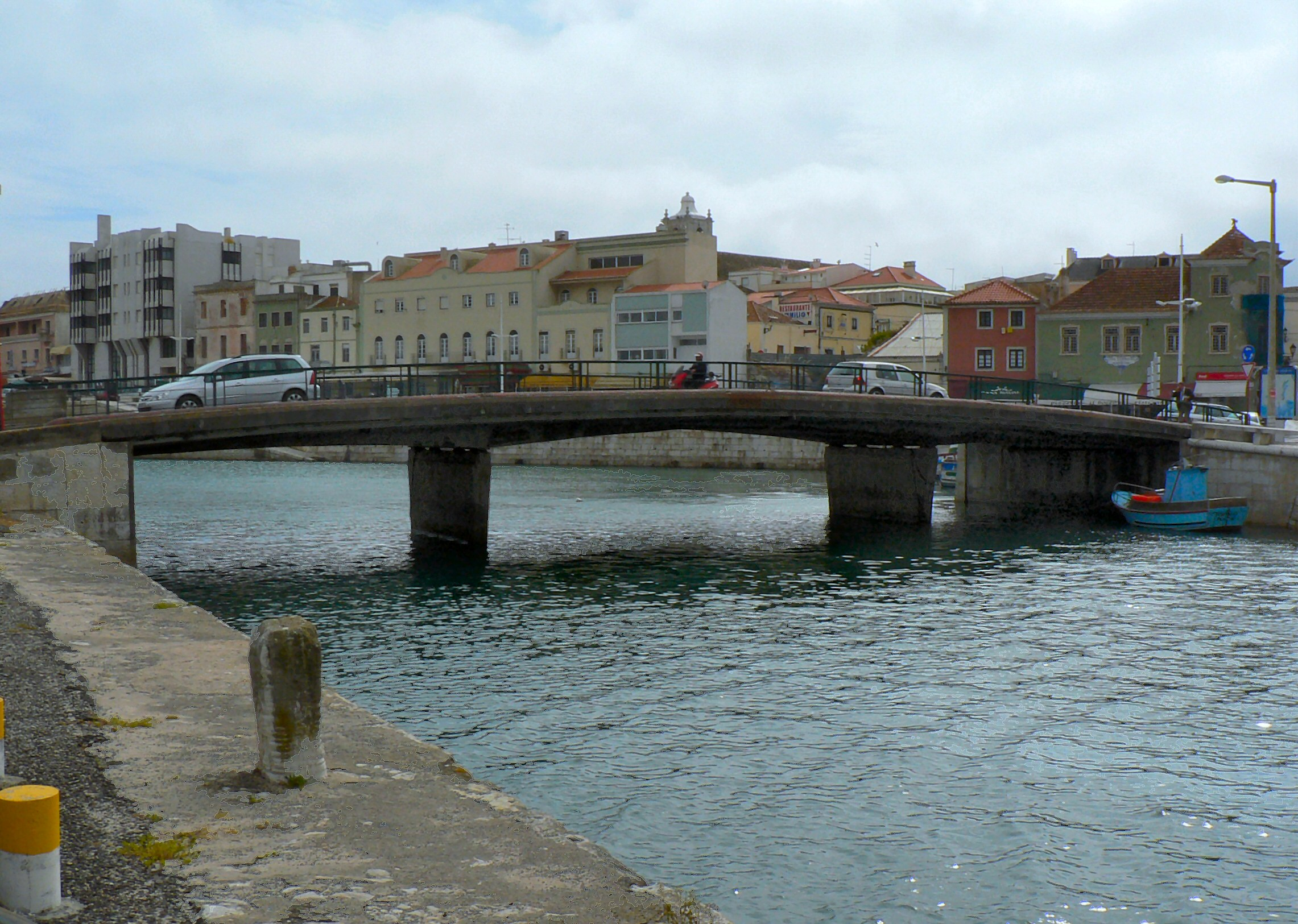

## Расположение
Город расположен в 66 км на юго-запад от адм. центра округа города Лейрия.
Муниципалитет граничит:
- на севере — Атлантический океан
- на востоке — муниципалитет Обидуш
- на юге — муниципалитет Лориньян
- на западе — Атлантический океан

## Население
| Население муниципалитета Пенише (1801—2004) | Население муниципалитета Пенише (1801—2004) | Население муниципалитета Пенише (1801—2004) | Население муниципалитета Пенише (1801—2004) | Население муниципалитета Пенише (1801—2004) | Население муниципалитета Пенише (1801—2004) | Население муниципалитета Пенише (1801—2004) | Население муниципалитета Пенише (1801—2004) | Население муниципалитета Пенише (1801—2004) |
| ------------------------------------------- | ------------------------------------------- | ------------------------------------------- | ------------------------------------------- | ------------------------------------------- | ------------------------------------------- | ------------------------------------------- | ------------------------------------------- | ------------------------------------------- |
| 1801                                        | 1849                                        | 1900                                        | 1930                                        | 1960                                        | 1981                                        | 1991                                        | 2001                                        | 2004                                        |
| 2460                                        | 5953                                        | 8199                                        | 16 019                                      | 22 200                                      | 25 627                                      | 25 880                                      | 27 315                                      | 28 164                                      |

## История

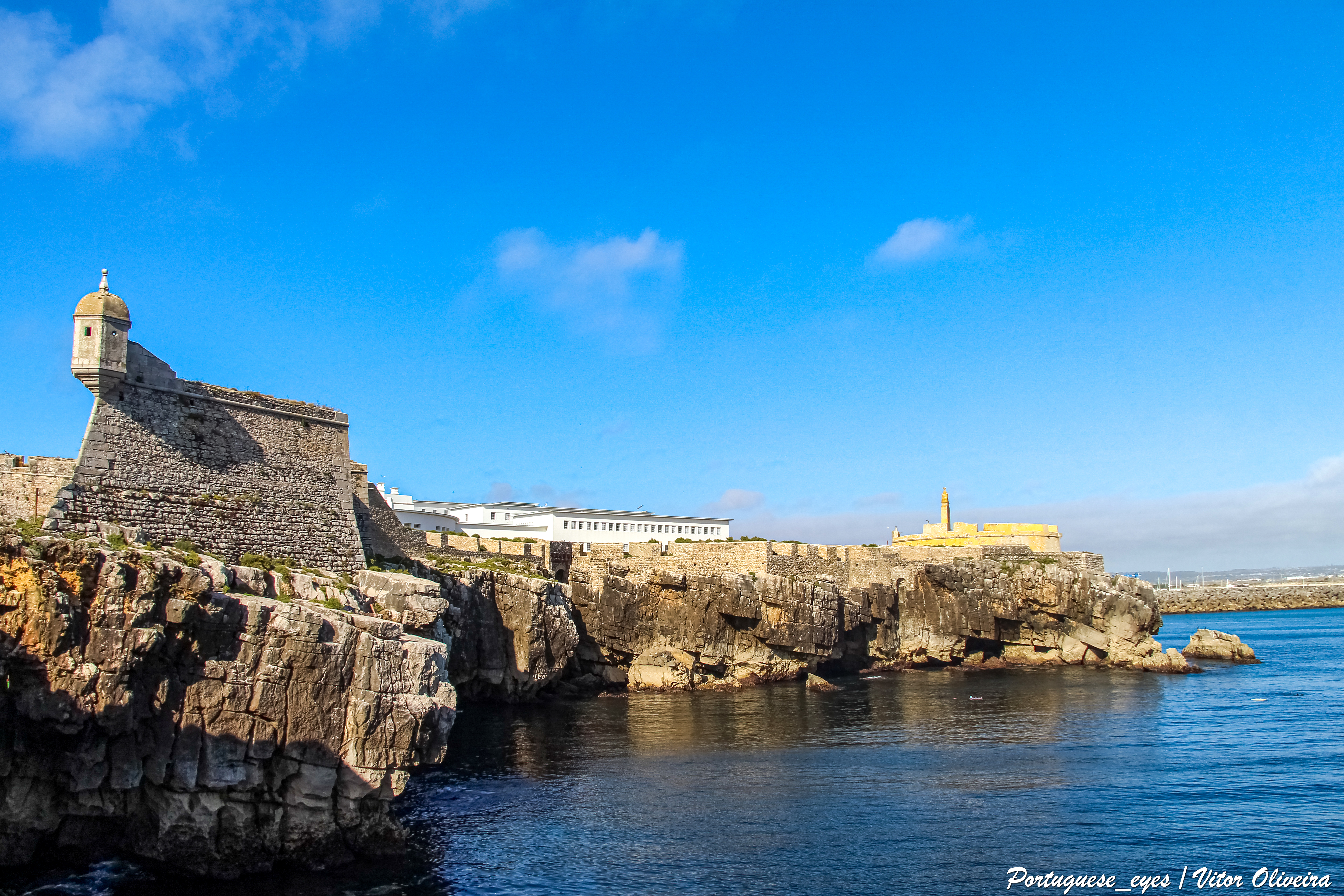
Крепость в Пениши

Поселение получило статус города в 1609 году.
В 1557 году король Жуан III построил крепость для защиты поселения от нападения пиратов. В XX веке она служила политической тюрьмой, с 1984 года в ней расположен городской музей.

## Районы
В муниципалитет входят следующие районы:
1. Ажуда
2. Атогиа-да-Балейя
3. Консейсан
4. Феррел
5. Серра-дэл-Рей
6. Сан-Педру

## Достопримечательности
- Музей кружева (Museu da Renda de Bilros de Peniche)

## Фотогалерея

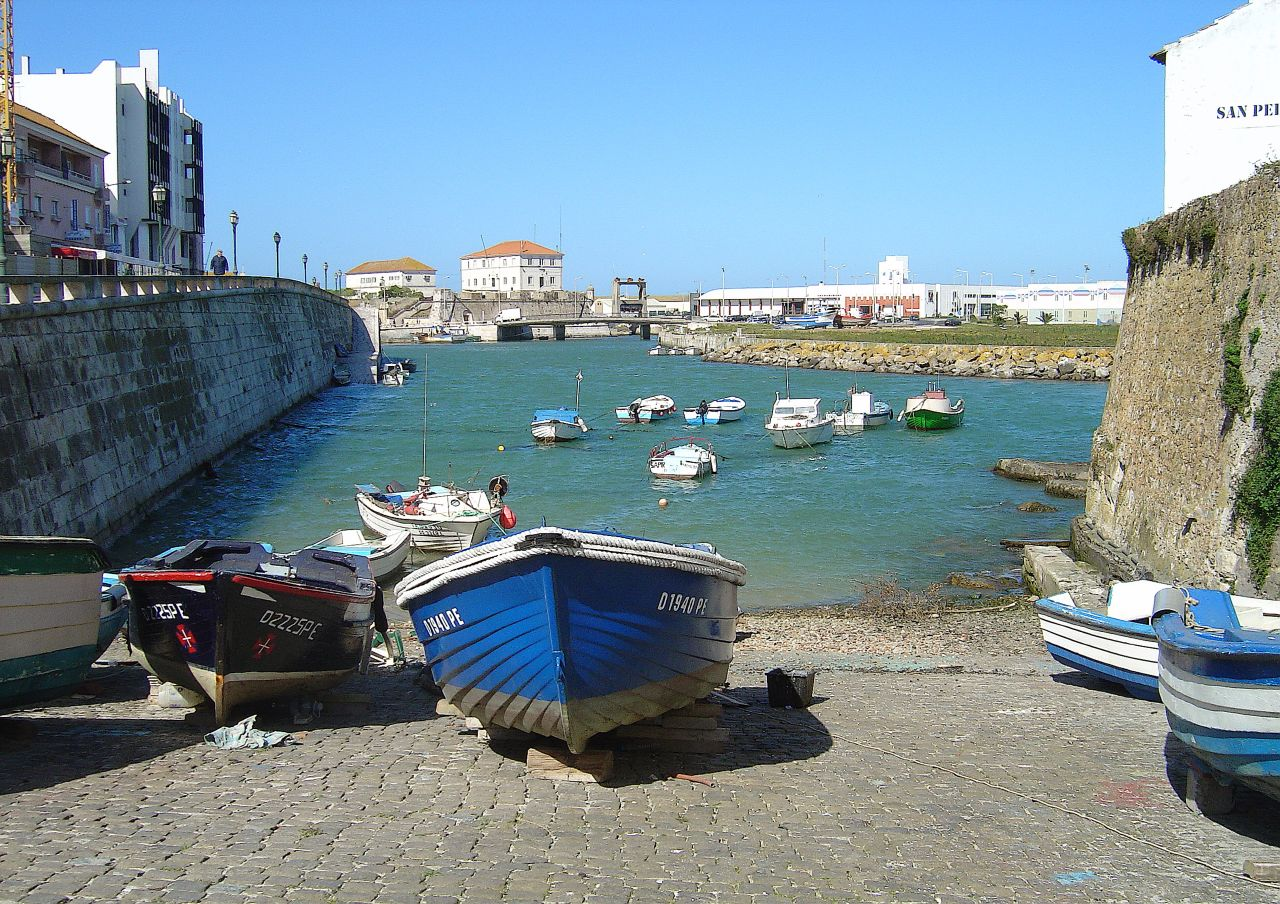
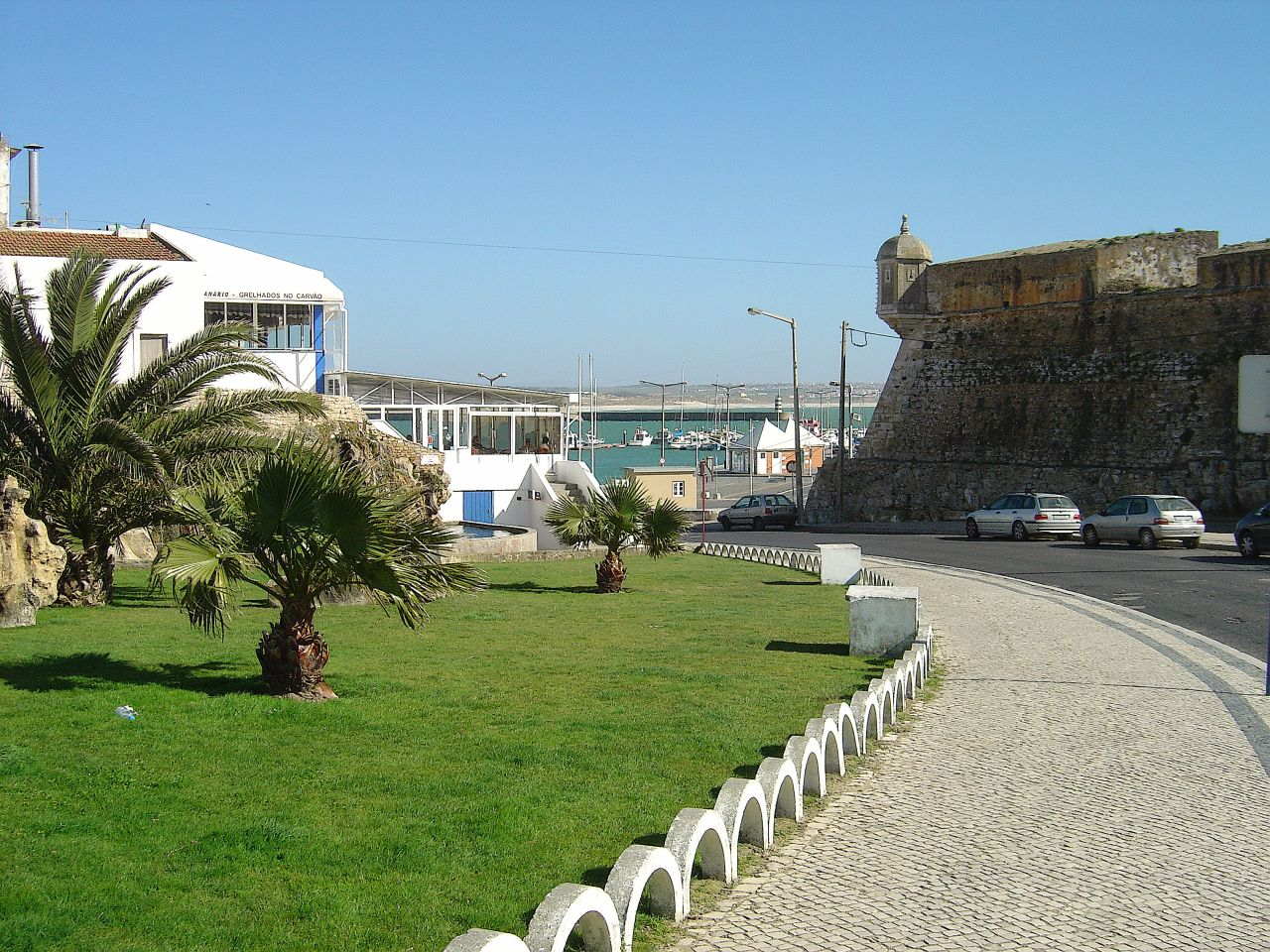
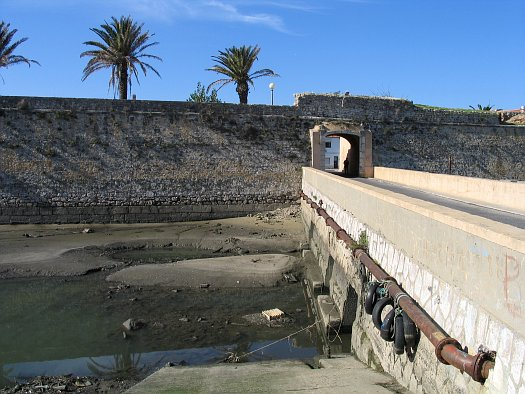
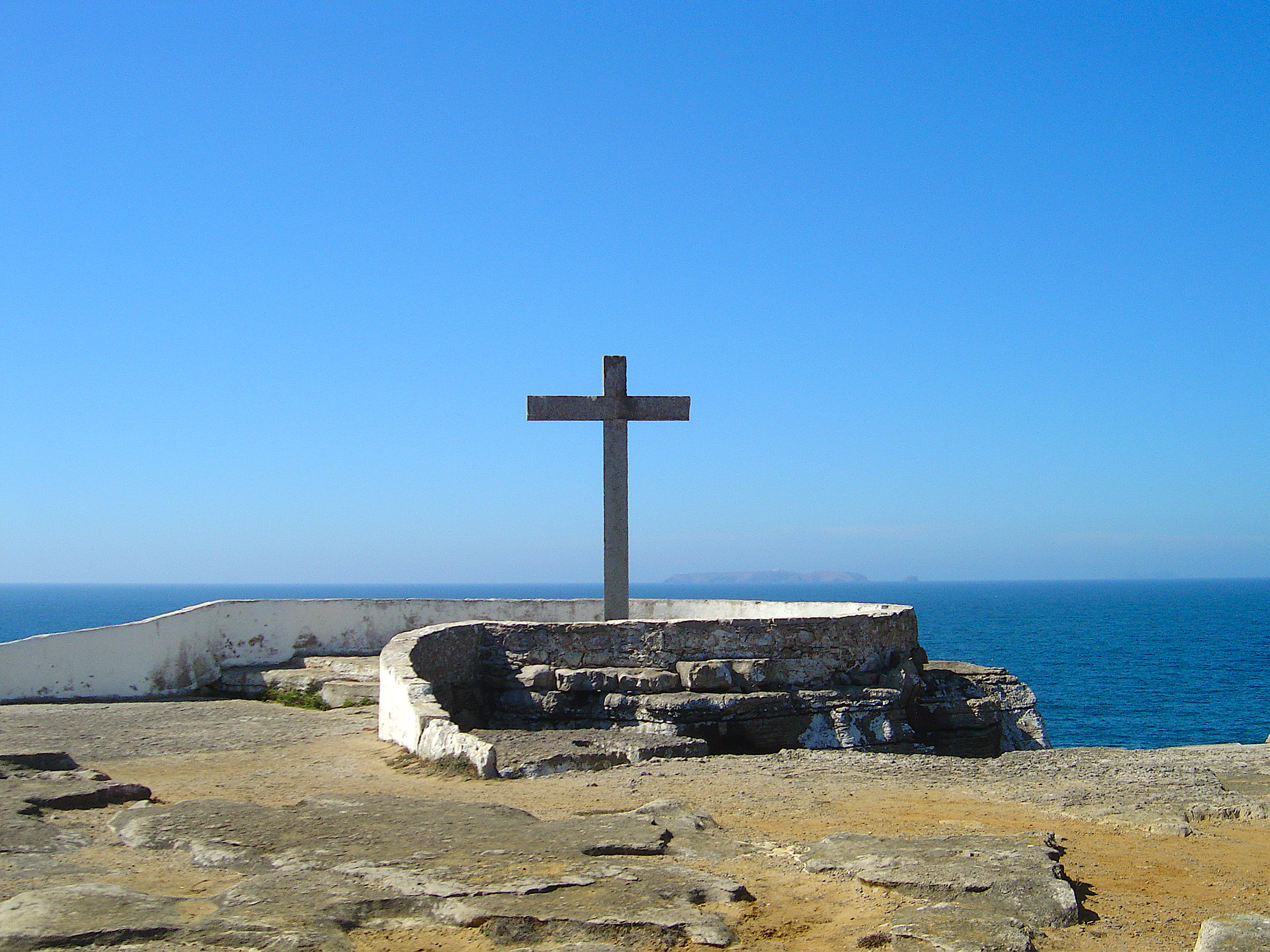